# Willie Hoppe

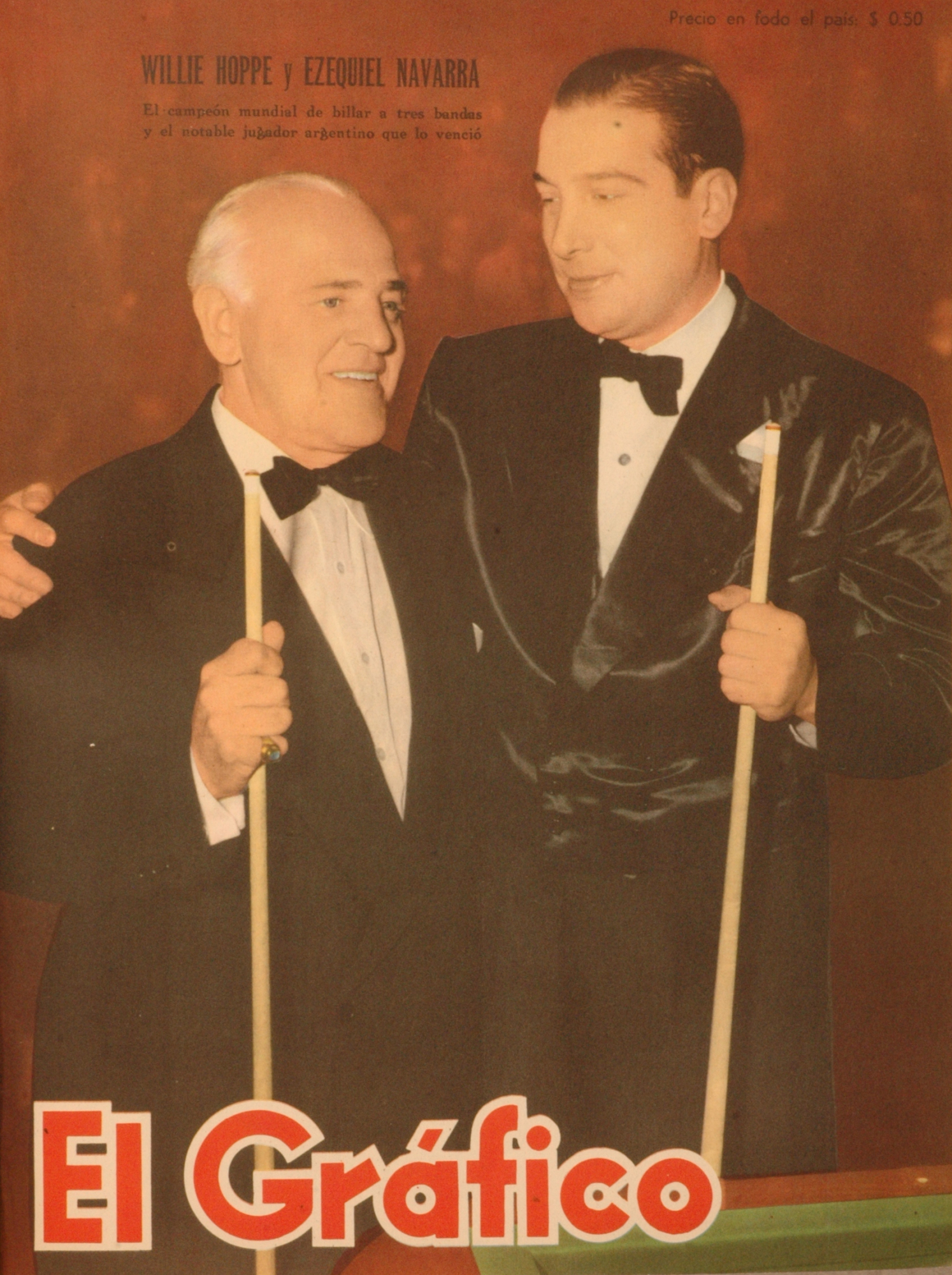
Hoppe y Ezequiel Navarra, en 1949.

Willie Hoppe, de nombre completo William Frederick Hoppe (11 de octubre de 1887, Cornwall-on-Hudson, Nueva York - 1 de febrero de 1959, Miami, Florida) fue un jugador de billar profesional estadounidense.
Fue instruido en el juego del billar por su padre desde la edad de 5 años. Con el tiempo se volvió todo un maestro en la técnica de carambola, siendo uno de los campeones deportivos más perdurables al ganar 51 títulos mundiales entre 1906 y 1952. En 1940 mantenía un récord de 20 encuentros en un solo torneo siendo invicto y se retiró en 1952 después de ganar un campeonato mundial.
Hoppe publicó su primer libro en 1925 titulado Thirty Years of Billiards (ISBN 0486231267) y en 1941 escribió Billiards As It Should Be Played (ISBN 0809288370).
- Datos: Q358228
- Multimedia: Willie Hoppe / Q358228